# Tomșani, Prahova
Tomșani este satul de reședință al comunei cu același nume din județul Prahova, Muntenia, România.
Așezarea este atestată documentar în anul 1568.
În 1831, Tomșani era un sat în plasa Câmpu, județul Saac, ce avea 61 de gospodării.

## Descoperiri arheologice
La 500 m est de halta Tomșani a fost descoperită o așezare Boian. Așezarea este tăiată pe latura de est de un canal de irigație. Punctul a fost identificat de D. Lichiardopol în anul 1977.
 Acest articol despre o localitate din județul Prahova este deocamdată un ciot. Puteți ajuta Wikipedia prin completarea lui.